# Sheshan-Basilika

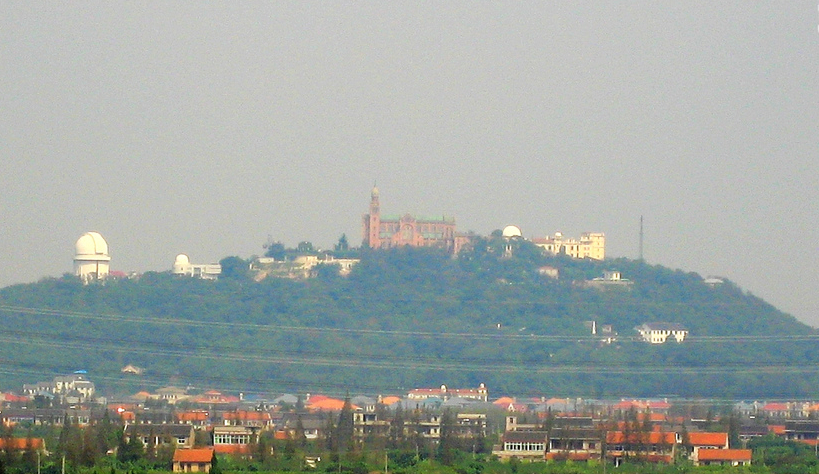
Sheshan-Basilika mit Observatorium

Die Sheshan-Basilika, offiziell Nationalheiligtum und Basilika Unserer Lieben Frau von Sheshan (Chinesisch: 佘山進教之佑聖母大殿; Pinyin: Sheshan Jinjiao zhī yòu shèngmǔ Dadian), auch als Basilika Maria, Hilfe der Christen bekannt, ist eine bedeutende römisch-katholische Kirche im Bistum Shanghai, China. Im Heiligtum wird die selige Jungfrau Maria unter dem Titel Maria, Hilfe der Christen als Patronin der Basilika verehrt. Der verbreitete Name bezieht sich auf ihre Lage an der westlichen Spitze des Sheshan-Hügels, der im westlichen Stadtbezirk Songjiang des Großraums Shanghai 35 Kilometer entfernt zum Zentrum liegt.

## Geschichte

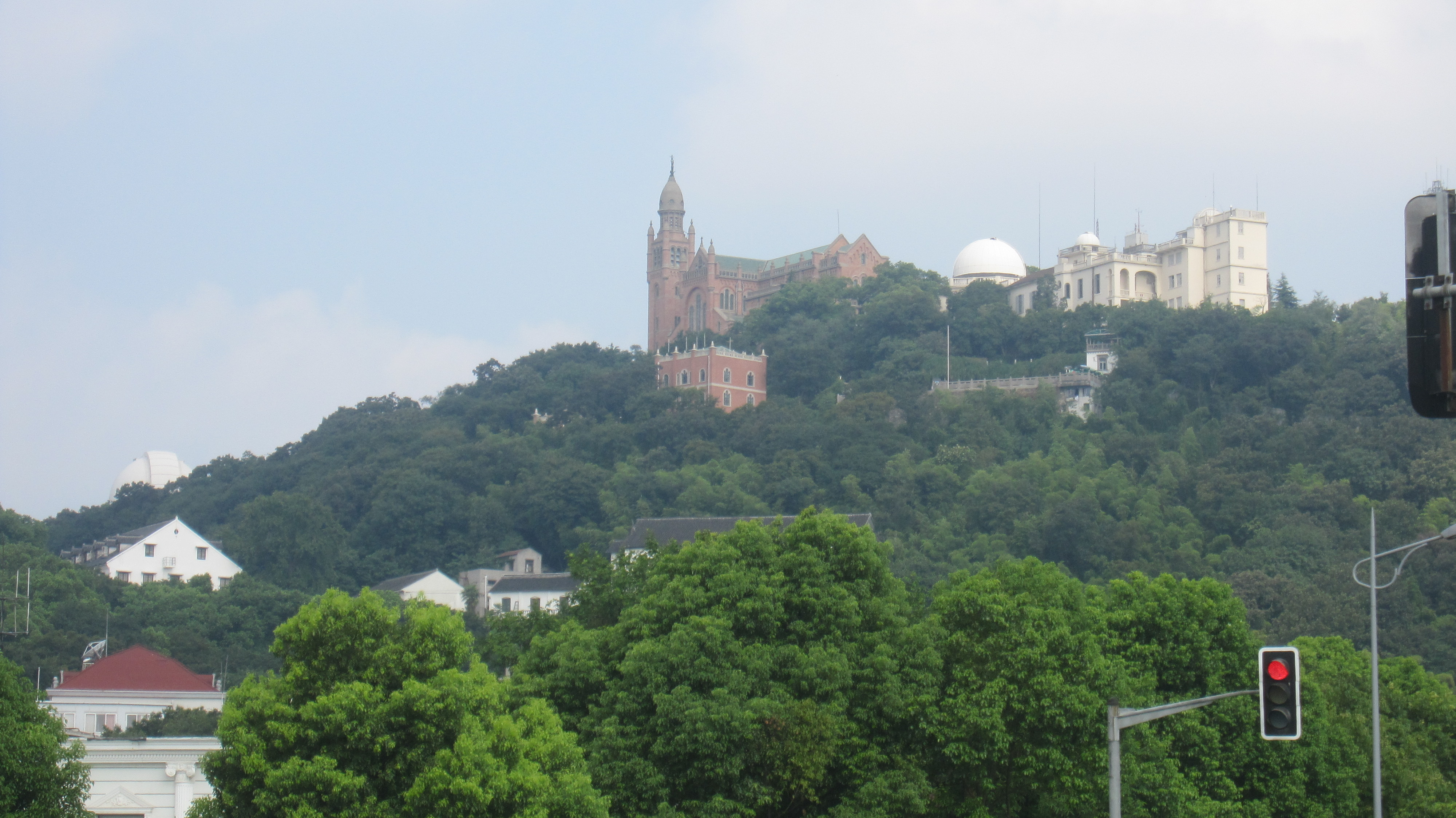

Die erste Kirche auf dem Sheshan-Hügel entstand im Jahre 1866. Während des Taiping-Aufstand hatten Jesuiten zuvor ein Grundstück an den südlichen Hängen des Hügels gekauft, auf dem ein verlassenes buddhistisches Kloster stand, welches abgerissen wurde. Neben der Kirche entstand ein kleines Gebäude als Wohnraum für die Missionare sowie eine kleine Kapelle. An der Spitze des Hügels, an dem eine Maitreya-Halle gestanden hatte, wurde ein kleiner Pavillon mit einer Madonnenstatue errichtet.
Im Juni 1870 führten Unruhen in Tianjin zu Bränden von Kirchen. Die Jesuiten beteten an der Statue der Madonna und versprachen, als Schutz für sie eine Kirche zu ihrer Ehre zu errichten. Anschließend begann der Bau der Kirche, der zwei Jahre später fertiggestellt wurde. Diese erste Kirche wurde als Kreuzkirche errichtet und integrierte Merkmale der chinesischen und westlichen Architektur. Eine Veranda wurde vor der Tür mit zehn Säulen angelegt. Acht Steinlöwen wurden vor die Kirche gestellt. Im Jahre 1894 wurden mehrere Nebengebäude hinzugefügt. Dazu gehörten eine Kapelle auf halber Höhe des Hügels, ein Schrein zum Heiligsten Herzen, zur Jungfrau Maria und zum Heiligen Josef. Auf dem Weg zur Kirche wurde ein Kreuzweg mit 14 Stationen eingerichtet.
Im Jahre 1925 wurde die bestehende Kirche als unzureichend empfunden, und sie blieb weit hinter anderen Kirchen in Shanghai in Bezug auf Größe und Ornamentierung zurück. Die Kirche wurde abgerissen und wieder aufgebaut. Weil der portugiesische Priester und Architekt Ye Zhaochang sehr streng bei Qualität des Baus war, dauerte das Projekt zehn Jahre, bis die Kirche fertiggestellt war und 1935 geweiht wurde.
Bereits im Jahre 1942 verlieh Papst Pius XII. der Kirche den Titel einer Basilica minor. Im Jahr 1946 krönte der Heilige Stuhl die Statue Unserer Lieben Frau von Zose an der Spitze des Turms.
Während der Kulturrevolution wurde die Basilika schwer beschädigt. Die Glasfenster der Kirche, Schnitzereien entlang der Via Dolorosa, die Statue auf dem Glockenturm und verschiedene andere Werke der Ikonographie wurden zerstört.
In den 1950er Jahren wurde der Bischof von Schanghai, Ignatius Kung Pin-Mei, verhaftet und für mehr als 30 Jahre inhaftiert. Die chinesische Regierung legte die Basilika unter die Kontrolle der Chinesischen Patriotischen Katholischen Vereinigung, deren Bischöfe gemäß der päpstlichen Enzyklika Ad Apostolorum principis nicht vom Vatikan anerkannt wurden.
Nach dem Ende der Kulturrevolution im Jahre 1976 wurde der Schaden allmählich behoben. Die Statue wurde zunächst mit einem einfachen Eisenkreuz ersetzt. Eine Ersatzstatue wurde im Jahr 2000 aufgesetzt.
Am 24. Mai 2008 gab Papst Benedikt XVI. bekannt, dass er ein besonderes Gebet für Unserer Lieben Frau von Sheshan geschrieben hat.

## Gebäude

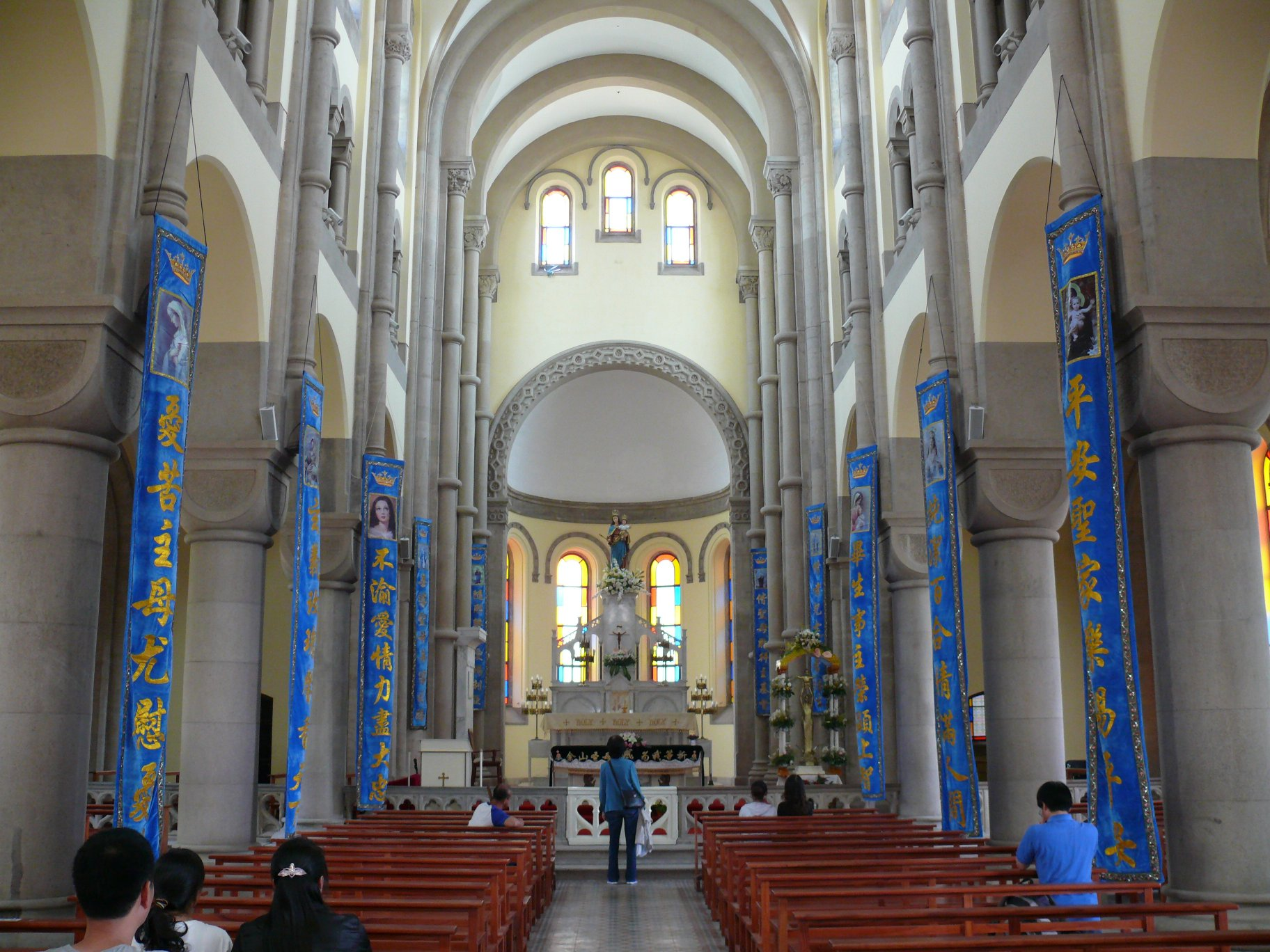
Innenraum der Basilika

Die Grundform der Kirche bildet ein lateinisches Kreuz im Typus einer Basilika. Das Kirchenschiff ist 56 m lang, 25 m breit mit einer Gewölbehöhe von 16,5 Metern. Die Kirche bietet Platz für 3000 Besucher. Der Altar am östlichen Ende ist aus Marmor mit Gold- und Jadeeinlagen. Das Äußere der Kirche ist vor allem aus Granit erstellt, ein Teil des Daches ist im chinesischen Stil mit farblich glasierten Fliesen bedeckt.
Der Glockenturm steht an der südöstlichen Ecke. Es ist 38 Meter hoch. An der Spitze der Glockenturm steht eine 4,8 Meter große Bronzemadonna mit Kind („Unsere Frau von Zose“).
Die 14 Stationen des Kreuzwegs wurden an den Kehren des Serpentinenweges den Hügel hinauf zur Kirche aufgestellt. Auf der mittleren Ebene stehen auf einem offenen Platz zwei Kapellen, eine zur Verehrung des Herz Jesu und die andere der Jungfrau Maria.
Unterhalb der Basilika liegt das 1982 gegründete Sheshan-Seminar (佘山修院, Pinyin Shéshān Xiūyuàn), an dem eine sechsjährige Priesterausbildung stattfindet.
Seit 1990 ist hierfür zunächst eine dreijährige Grundausbildung an der der Tailaiqiao-Kirche (泰来桥天主堂) im Stadtbezirk Yangpu angeschlossenen Außenstelle des Seminars nötig. Anschließend studieren die Priesterkandidaten in Sheshan 2 Jahre Philosophie und 4 Jahre Theologie.
Von 1982 bis 2011 wurden am Sheshan-Seminar insgesamt 682 Studenten aufgenommen, von denen 357 zu Priestern geweiht wurden.
Auf dem Sheshan-Hügel findet sich weiter das Sheshanobservatorium des Astronomischen Observatoriums Shanghai. Es wurde als vormals größte Anlage Ostasiens ursprünglich von den Jesuiten gebaut und betrieben.

## Wallfahrt
Im Jahre 1874 erklärte Papst Pius IX., dass die Gläubigen, die im Marienmonat Mai zur Basilika pilgern, einen vollkommenen Ablass erhalten würden. Seitdem kommen Pilger aus ganz China in diesem Monat zur Wallfahrt, besonders am Fest Maria, Hilfe der Christenheit am 24. Mai. Sie gehen dabei üblicherweise den Kreuzweg zur Basilika, beten den Rosenkranz und besuchen die Messe. Da traditionell viele der Katholiken um Shanghai Fischer waren und mit Booten anreisten, sind Bootsfahrten im Umfeld der Wallfahrt weiter sehr verbreitet.